# Аби

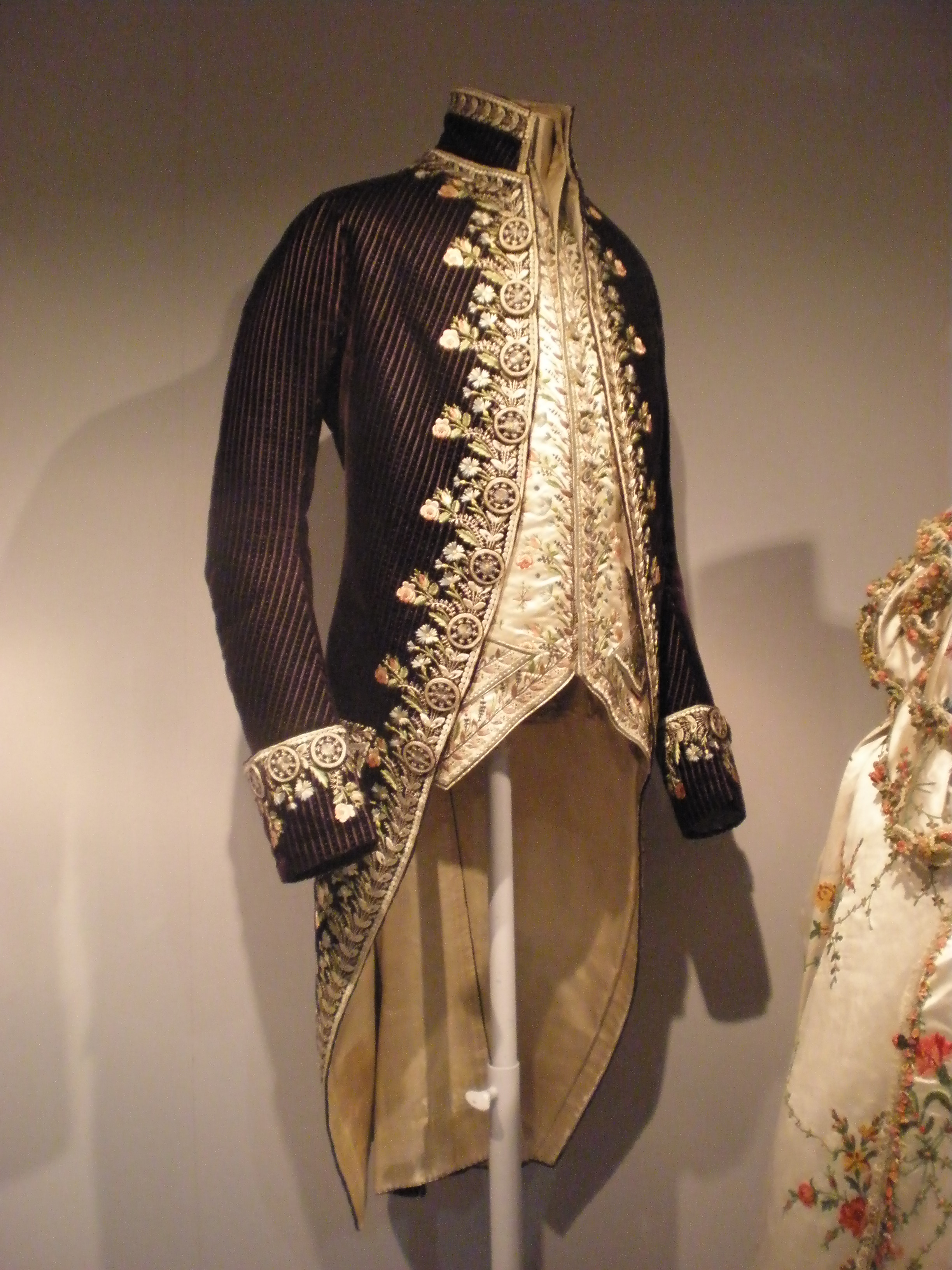
Британский аби 1800 года с воротником-стойкой и жилет (разрезной бархат, шёлк, вышивка, коллекция Музея Виктории и Альберта, Лондон).

Аби́ (фр. habit — одежда, платье) — часть мужского костюма XVIII века, входившая в ансамбль «наряда на французский манер» (фр. habit à la française), однобортная приталенная одежда с полами до колен, отрезной спинкой с группой складок от талии по бокам сзади, сквозной застёжкой на пуговицах спереди и воротником-стойкой, носившаяся нараспашку. Типичный предмет мужской одежды эпохи рококо, более узкий вариант жюстокора (фр. justaucorps), популярного во Франции на протяжении предыдущего, XVII столетия.

## Habit à la française
Типичный ансамбль habit à la française состоял из аби прилегающего покроя, весткоута как с рукавами, так и без рукавов, и кюлот, закрывающих коленную чашечку, которые носили с шёлковыми чулками. К рубашке из льна или хлопка с декоративными манжетами из тонкого кружева прилагался шейный платок-галстук, к которому прикалывался кружевной воротник-жабо. Вместо аби мог также надеваться камзол, отличавшийся от первого широкими откидными манжетами — обшлагом. В качестве верхней одежды мог служить более длинный коут.
Для создания единого ансамбля аби, весткоут и кюлоты шились из одной материи. Другим распространённым вариантом был пошив аби и кюлот из одной ткани, тогда как ткань весткоута подбиралась к ним на контрасте, используя различные по фактуре и цвету сочетания. Ткань подкладки обычно подбиралась в тон весткоуту.

## Покрой
Для пошива аби нередко использовалась ткань двойной ширины. Перед состоял из двух пол длиною до колена с застёжкой на пуговицах. От нижней линии отрезной спинки сзади по бокам закладывалось две группы мелких складок, аналогично складкам женского платья-робы (фр. robe à la française), по центру спинки шёл разрез, прикрытый глубокой складкой. 
Форма рукава зависела от моды. Во второй половине XVIII века, когда мужской костюм приобрёл более функциональный вид, аби стал более облегающим, рукава — более узкими. Одновременно заметно уменьшилась длина весткоута, у которого также исчезли рукава. В последней четверти XVIII века силуэт аби становится ещё более изящным: он ещё сильнее заужается, складки на боках исчезают, полы сильно скашиваются, открывая весткоут или его сильно укороченный вариант — жилет, рукав с маленькими манжетами плотно облегает руку.     
Стоячий воротник мог быть стояче-отложным. Его высота менялась — он мог быть совсем небольшой стойкой, а мог закрывать практически всю шею. 
Большие фигурные прорезные карманы, располагавшиеся на передних полах на линии бёдер, представляли собой скорее декоративные клапаны, тогда как настоящий карман располагался сзади, в разрезе.  
Сохраняя единство кроя, в отношении материала и отделки платье варьировалось в зависимости от его назначения и социальной принадлежности владельца.

## Ткани
Аби шились из тканей, хорошо держащих форму — тонкой шерсти, разрезного вельвета и бархата, шёлковой тафты. Использовались также репс, брокад, драгет и атлас. Повседневное платье шили из сукна или льняной ткани. Фактура ткани зависела от благосостояния владельца костюма, цвет и узор — от колебаний моды. По сравнению с яркими красками жюстакоров XVII века, для пошива аби чаще использовались ткани более тонких и изысканных, пастельных, оттенков. Ткань могла быть заткана мелким геометричным или цветочным орнаментом, ткани более насыщенных цветов могли использоваться и без узора.   

## Декоративные элементы
Аби аристократов и состоятельных людей украшались галуном, тонкой вышивкой металлическими (золотыми или серебряными) и полихромными шёлковыми нитями, блёстками, битью, стеклярусом, искусственными и драгоценными камнями и множеством декоративных пуговиц. Повседневные аби украшались шёлковой тесьмой, тканью контрастного цвета либо только пуговицами. Декоративные элементы располагались по краю бортов, манжет и стойки воротника, вдоль швов, разрезов и по периметру больших фасонных накладных карманов. 

### Вышивка

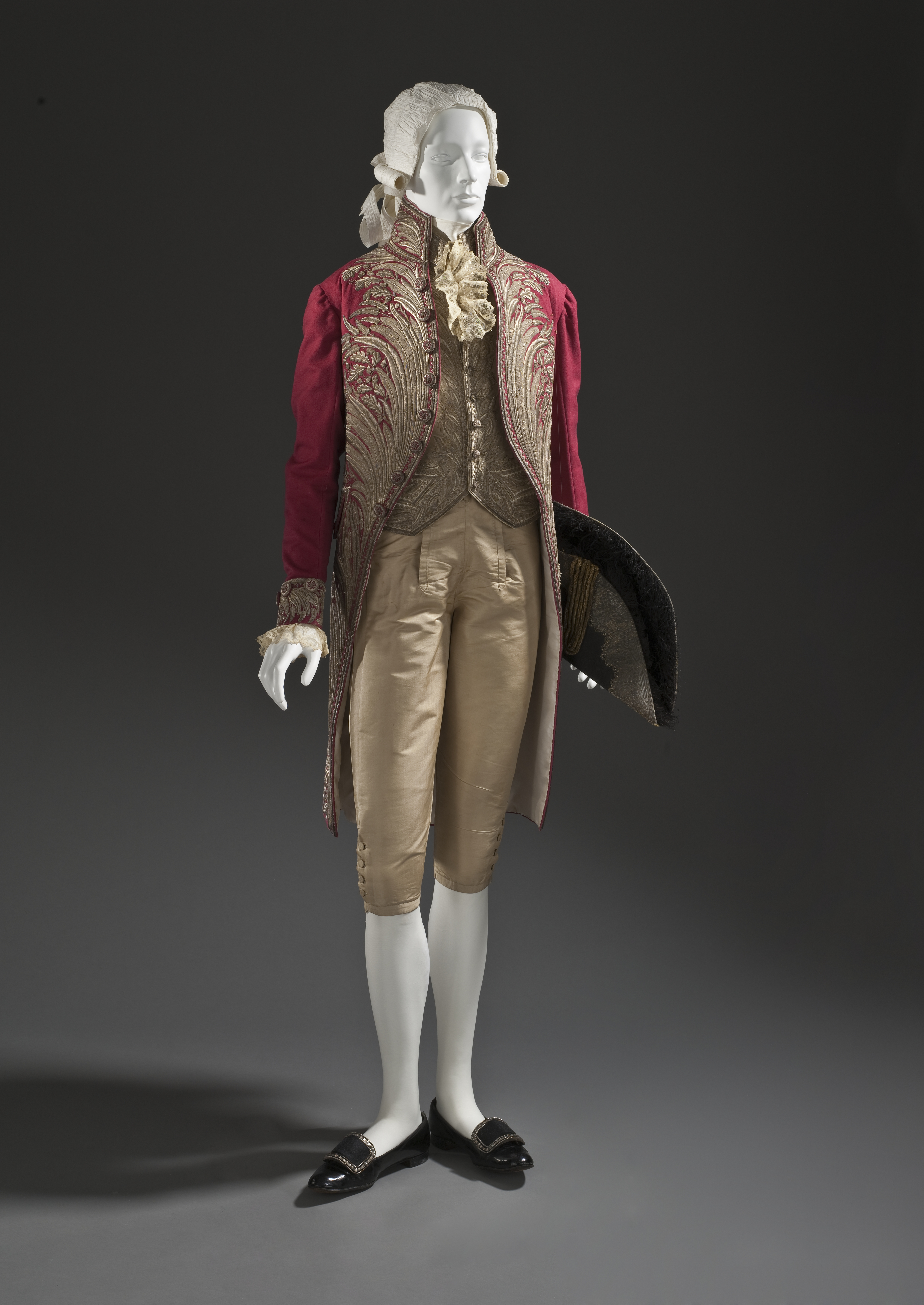
Придворный костюм: аби, укороченный жилет и кюлоты (шерсть, шёлк, вышивка серебряной нитью, Италия, 1800-1810, Музей искусств Лос-Анджелеса).

В XVIII веке наиболее изысканная и богатая вышивка чаще всего встречалась именно на мужском костюме. Особенно роскошно  расшивали аби и перед весткоута. Множество парижских мастерских специализировались именно на вышивании habit à la française. Чаще всего вышивка делалась гладью или тамбурным швом (т.н. «бовэ»), отдельные элементы рисунка выполнялись блёстками, стеклярусом, бусинами, фольгой и цветными зеркальными стёклами различной формы. В парадном костюме (фр. habit d'apparat) пышный растительный узор вышивки почти сплошь покрывал грудь, полы, окружность шеи и низ спины.  
Ткани, предназначенные для пошива аби, покрывались вышивкой следуя контурам выкройки ещё до раскроя — покупатели сначала выбирали расцветку и узор, а уже потом ткань разрезалась для того, чтобы из понравившейся клиенту заготовки сшить заказанный им  костюм по индивидуальной мерке. Такой метод использования материала назывался à la disposition:82. 
После революции, в конце 1780-х годов, экстравагантная вышивка аби исчезает, на смену ей приходит мода на ткань в полоску.

### Пуговицы
Большое количество чисто декоративных пуговиц с небольшим промежутком располагалось в ряд вдоль бортов и на манжетах. По три пуговицы пришивалось по нижней линии изогнутого накладного кармана, ещё две — в точке сборок боковых складок. Несмотря на обилие пуговиц на полах, аби носили, как правило, нараспашку, чтобы был виден нарядный весткоут — либо застёгивали лишь на несколько центральных пуговиц. Зауженный аби со скошенными полами мог застёгиваться лишь у нижнего края воротника-стойки встык на крючки.  
Пуговицы делались из фарфора, металла или стекла, они могли обтягиваться тканью, из которой шился ансамбль или обвиваться золотой или серебряной нитью. Поверхность круглых плоских пуговиц покрывалась узором из вышивки.  
Количество пуговиц полного ансамбля habit à la française зависело от моды и могло достигать 100 штук:28. 

## Изменения моды
На протяжении всего XVIII века как мужская, так и женская мода были достаточно стабильны. Тип мужского костюма, сложившийся в первой четверти века, с небольшими изменениями в пропорциях и деталях существовал до 1780-х годов. 
В последнее десятилетие XVIII века, с началом политических потрясений, во Франции стал популярен более простой и удобный жакет (фр. carmagnole), который носили с длинными панталонами. В это же время Англия стала законодательницей мод в Европе — англомания была вызвана как расцветом британской промышленности, так и массовой эмиграцией аристократии в Великобританию. В моду вошли короткий жакет-спенсер и английские, более функциональные  версии habit à la française —  редингот (англ. riding coat — «пальто для верховой езды») и фрак с фалдами и отложным воротником из однотонных тканей. 
В начале XIX века, во времена Наполеоновских войн, мужская одежда испытала влияние военной формы, вычурные изгибы рококо сменили сначала строгие линии классицизма, обратившегося к эстетике античности, затем чёткие формы и нарядный декор стиля ампир. После реставрации монархии в 1815 году и с возвращением на родину эмигрантов, перенявших привычки английских денди, аби, как часть костюма ушедшей эпохи, уже совершенно вышел из моды: его место занял простой, без лишних украшений фрак, весткоут вытеснил жилет. Мужской костюм приобретает всё более строгий, деловой характер и, по сравнению с женским, становится мало интересным в художественном отношении:31.

## В России
В России аби, как часть habit à la française, появился с реформами Петра I. Само это слово в русском языке не прижилось и в России того времени практически не использовалось. Эту деталь одежды обычно называли кафтаном, в то время как весткоут — камзолом, а кюлоты — просто штанами. 
На платье аристократии шли дорогие привозные (итальянские, английские и французские) ткани, так как шёлкоткацкая промышленность и производство тонких сукон в России ещё только зарождались. 
В 1770-х годах число пуговиц на кафтане должно было соответствовать числу пуговиц на камзоле:

Накануне экзамена <...> учитель пришёл в кафтане, на коем было пять пуговиц, а на камзоле четыре; удивлённый сею странностью, я спросил учителя о причине. «Пуговицы мои кажутся вам смешны, — говорил он, — но они суть стражи вашей и моей чести: ибо на кафтане значит пять склонений, а на камзоле четыре спряжения; итак, — продолжал он, ударяя по столу рукой, — извольте слушать всё, что говорить стану. Когда станут спрашивать о каком-нибудь имени, какого склонения, тогда примечайте, за какую пуговицу я возьмусь»:123.— Д. И. Фонвизин
Как и в Европе, в России на рубеже XVIII—XIX веков кафтан был заменён фраком и сюртуком (фр. sur tout — «поверх всего»).